# АЕЦ „Крюмел“
АЕЦ „Крюмел“ (на немски: Kernkraftwerk Krümmel) е временно спряна от експлоатация атомна електроцентрала, разположена на река Елба край град Гестахт на югоизток от Хамбург, Германия. Строежът ѝ започва през 1972 г. Въведена е в експлоатация на 28 март 1984 г. Собствеността върху централата е разпределена поравно между шведския енергиен концерн „Ватенфал“ (Vattenfall) и E.ON. Оператор на централата е „Ватенфал“.
Атомната електроцентрала „Крюмел“ разполага с един енергоблок с кипящ ядрен реактор, най-мощния от този тип в света. Реакторът е от една серия с реакторите в още 3 немски атомни електроцентрали: АЕЦ „Брунсбютел“, 1 блок на АЕЦ „Филипсбург“ и 1 блок на АЕЦ „Изар“, както и на австрийската АЕЦ „Цветендорф“, която не е пусната в експлоатация.
Атомната електроцентрала „Крюмел“ разполага с обща електрическа мощност (бруто) от 1402 MW, на която съответства нетна електрическа мощност от 1346 MW. Произведената електроенергия се подава към електроенергийната система на Германия през 380-киловолтив далекопровод. Тази електрическа енергия може да бъде подавана непрекъснато в продължение на 11 месеца в рамките една календарна година при условие, че централата ако тя работи безпроблемно и безаварийно. Презареждането на ядрено гориво и извършването на дейности по поддръжката изискват планово спиране от около 1 месец в рамките една календарна година.
Ако се приеме, че 11 месеца работа на пълна мощност отговарят на 48 седмици, това води до годишен период на експлоатация от 8000 часа и до общо количество на произведена електрическа енергия от 10 848 ГВч.

## Реактор
Атомната електроцентрала Крюмел използва един кипящ ядрен реактор за производство на топлинна енергия. Този реактор е най-новия от серията 69, произведени от AEG и нейния наследник Kraftwerk Union през седемдесетте години. Реакторът е произведен в Германия.
Височината на корпуса на реактора е 22.38 м, вътрешния диаметър 6.78 м, дебелината на стената 17,1 см, и теглото 790 тона. Защитният корпус е с вътрешен диаметър 29,6 м.
Басейнът за съхраняване на отработеното ядрено гориво до пет години се намира извън защитния корпус. Този конструкционен пропуск става отново актуален след ядрената авария в АЕЦ Фукушима I в Япония.

## Увеличена заболеваемост от левкемия в района на централата
След 1986 г. случаите на левкемия сред малките деца в района около централата зачестяват. Въпреки че АЕЦ „Крюмел“ е сочена като една от причините, причините не са напълно изяснени.

## Аварии в АЕЦ „Крюмел“
В атомната електроцентрала Крюмел има общо 313 подлежащи на регистриране събития (към 31 декември 2008 г.) от въвеждането ѝ в експлоатация, което прави средно по 12,5 събития годишно.
- 28 юни 2007: късо съединение предизвиква пожар в трансформатор и се налага аварийно спиране на реактора. В същия ден се случва и авария в АЕЦ „Брунсбютел“, управляване от същия оператор. Следват уволнения и оставки на много служители на оператора Ватенфал.[7]
- Две години по-късно повредите са отстранени и на 21 юни 2009 енергоблокът отново е пуснат в експлоатация. АЕЦ „Крюмел“ отново започва да произвежда електричество,[8] но на 4 юли 2009 г. се налага отново аварийно спиране на реактора.[9] Причината е късо съединение в трансформатор, подобно на това от 2007. Реакторът е спрян без поражения, но централата е затворена в продължение на до доставката на нови трансформатори. Директорът на централата подава оставка.[10] На пресконференция на 9 юли операторът „Ватенфал“ признава за повреда в охладителната инсталация, както и за възможни неизправности при някои от горивните пръти.[11] При аварията има изпускане на хлор в атмосферата, което води до обгазяване с хлор на някои от крайните квартали на Хамбург, както и до временно спиране на електрическия ток в много квартали на града.

Поради липсата на съдействие от страна на оператора Ватенфал и продължаващите съмнения за укриване на информация, агенцията, отговаряща за ядрената безопасност в провинция Шлезвиг-Холщайн, нарежда спирането на централата. Реакторът е спрян на 4 юли 2007 г.